# Torre del Perdigal (Almeria)
La Torre del Perdigal, també coneguda com a Talaia del Perdigal, és una estructura militar tipus talaia que està situada als afores de la ciutat d'Almeria, a la vora de la mar Mediterrània, a la província d'Almeria.

## Història
Encara que datada per la majoria de les fonts al segle xvi, segons unes altres s'hauria aixecat el segle xiii, en temps, per tant, d'al-Ándalus, sent així la més antiga de les torres pertanyents a la xarxa de defensa marítima construïda per a la protecció de la costa d'Almeria al llarg de l'Edat mitjana i fins al segle xviii.

## Ubicació
Es troba a la platja homònima, a escassos metres de la riba i entre un bosc de tamarius, en el punt més profund del golf d'Almeria.

## Protecció
La torre del Perdigal es troba en bon estat de conservació, encara que transformada. Està protegida per la Declaració genèrica del Decret de 22 d'abril de 1949, expedit pel Ministeri d'Educació Nacional, sobre protecció dels castells espanyols, i per la llei 16/1985 sobre el Patrimoni Històric Espanyol (BOE número 155 de 29 de juny de 1985). És a més Bé d'Interès Cultural inclòs en el Catàleg General del Patrimoni Històric Andalús. La Junta d'Andalusia va atorgar un reconeixement especial als castells de la Comunitat Autònoma d'Andalusia el 1993.